# Hypoderma hederae
Hypoderma hederae är en svampart som beskrevs av Carl Friedrich Philipp von Martius baserat på en tidigare beskrivning av Theodor Friedrich Ludwig Nees von Esenbeck. Arten fick sitt gällande namn av Giuseppe De Notaris 1847. Hypoderma hederae ingår i släktet Hypoderma och familjen Rhytismataceae.   Inga underarter finns listade i Catalogue of Life.